# Theo Hespers
Theo Hespers (vollständig Theodor Franz Maria Hespers; 12. Dezember 1903 in Mönchengladbach; † 9. September 1943 in Berlin-Plötzensee) war ein christlich und politisch motivierter Widerstandskämpfer in der Zeit des Nationalsozialismus.

## Leben
Theodor Franz Maria Hespers wurde als zweites von sechs Kindern in einer bürgerlich-katholischen Familie geboren und besuchte als Schüler das Mönchengladbacher Stiftische Humanistische Gymnasium. Seit 1917 war er Mitglied im Quickborn, einem abstinenten, Alkohol und Nikotin ablehnenden katholisch-jugendbewegten Schülerbund. Im Herbst 1921 machte der 17-Jährige eine prägende Fahrt zur Burg Rothenfels am Main, dem Zentrum der Quickborn-Bewegung. 1923 setzte Hespers sich in den „Jugendringen Rheinland“ gegen die Separatistenbewegung ein. Dabei lernte er Hans Ebeling kennen. Ebenso engagierte er sich im Friedensbund Deutscher Katholiken. 1925 schloss sich Hespers der christlich-sozialen Jugend der Vitus-Heller-Bewegung an, zeitlich etwa gemeinsam mit vielen Mitgliedern aus den katholisch-jugendbewegten Bünden Jungborn, Kreuzfahrer und Quickborn.
Seit 1926 war Hespers Mitglied der KPD und gehörte dem AM-Apparat an. 1927 wurde er stellvertretender Vorsitzender der Internationalen Arbeiterhilfe und fuhr mit deren dritter Delegation acht Wochen lang in die Sowjetunion.
Von 1928 bis 1930 arbeitete er intensiv in der aus der Vitus-Heller Bewegung entstandenen Christlich-Sozialen Reichspartei mit, aus der er im Herbst 1932 austrat, weil sie ihm nicht genügend gegen den Nationalsozialismus opponierte. 1930 heiratete er und wurde im Jahr darauf Vater. 1931 war er Kursant an der Schule der Komintern. Von 1931 bis 1933 war der Kaufmann und Textilingenieur Hespers in der Revolutionären Gewerkschafts-Opposition aktiv. Anfang der dreißiger Jahre schloss er sich auch der Pfadfinderschaft Westmark im Jungnationalen Bund um Hans Ebeling, genannt Plato an.

## Widerstand und Flucht in die Niederlande
Nachdem seine Kandidatur vom 5. März 1933 für den Reichstag auf der „Einheitsliste der Arbeiter und Bauern“ und für die Stadtverordnetenversammlung als Spitzenkandidat der Liste der „Kampffront der Werktätigen“ scheiterte, floh er im April im Blick auf die Notverordnung vom 28. Februar 1933 in die benachbarten Niederlande nach Roermond, im Juli kam seine Familie über die grüne Grenze nach. Ab 1935 arbeitete er wieder mit Ebeling zusammen. Sie gründeten den Arbeitskreis bündischer Jugend (AKBJ) und gaben bis Mitte 1937 die „Bündischen Rundbriefe“ heraus. Nach einem zweijährigen Aufenthalt in Helmond kam Hespers schließlich im Mai 1936 nach Eindhoven.
Inzwischen war er am 31. Mai 1935 zur Fahndung ausgeschrieben worden. Am 1. Februar 1937 erfolgte die Aberkennung der deutschen Reichsangehörigkeit wegen angeblicher hochverräterischer Bestrebungen. Der Essener Prozess gegen den Jungnationalen Bund im Juni 1937, bei dem Hans Böckling zu 12 Jahren Zuchthaus verurteilt wurde, führte letztlich dazu, dass auf der Brüsseler Konferenz der AKJB im Juli 1937 die Deutsche Jugendfront als demokratische Alternative zur Hitlerjugend auf europäischer Ebene gegründet wurde. Aufgrund der ab 19. August 1937 beginnenden Prozesse im Russland Stalins, distanzierte man sich noch im selben Monat von einer Zusammenarbeit mit den Kommunisten. Daher beschloss man für die Deutsche Jugendfront auch eine eigene Zeitschrift mit dem Titel Kameradschaft herauszugeben beim HTO (Holland Typing Office, Inh. Selma Meyer und Annette Monash). Sie erschien erstmals im November 1937 mit einer Auflage von 600 Exemplaren, die nächsten lagen jeweils um die 2000 Stück. Im programmatischen Artikel der ersten Ausgabe schrieb Hespers: „Wir stehen im Kampfe, wir jungen Deutschen. Was unsere Sehnsucht in Jahren reichen Jugendlebens war, was wir für uns und unser Volk erträumten und ersehnten, ist ferner denn je. Was wir uns schufen, ist zerstört oder tödlich bedroht. Unser Wollen ist verfemt, unsere Gemeinschaft verboten. Die braune Pest herrscht in Deutschland. Der Tyrannen Willkür zerstört unsere Heimat. Schwer stöhnt das Volk in den Ketten der Unfreiheit, dunkel und bedroht ist seine Zukunft, für die gerade wir, die Jugend dieses Volkes, Verantwortung tragen.“ 1938 ergänzt er: „Schwer lastet das Joch der Gewaltherrschaft auf Deutschland. Das deutsche Volk ist durch das totalitäre Hitlersystem seiner Freiheit beraubt, rechtlos und unterdrückt“. Am 8. September 1938 wurde die „Kameradschaft“ vom Reichsministerium für Volksaufklärung und Propaganda im ganzen Deutschen Reich verboten. 1939 floh Hans Ebeling nach England, Hespers blieb in den Niederlanden. Er war an der Beschaffung militärischer Nachrichten für den britischen Geheimdienst beteiligt und plante 1939 Sabotageaktionen im holländischen Grenzgebiet.

## Inhaftierung und Tod
Der Wehrmachtsangriff auf die Niederlande am 10. Mai 1940 und die damit verbundene Okkupation ist das Ende der persönlichen Widerstandsarbeit des Theo Hespers nach sieben Jahren. Er musste untertauchen, was jedoch nur knapp zwei Jahre gelang.
Am 10. Februar 1942 wurde Theo Hespers, als er mit falschen Papieren Lebensmittel für seine Familie abholen wollte, durch die Gestapo im besetzten Antwerpen verhaftet. Auch seine Frau wurde verhaftet und bis zum 14. November in Vechta inhaftiert. Er selbst war in verschiedenen Gefängnissen inhaftiert und kam am 13. April 1943 ins Berliner Gefängnis Moabit. Vor allem von September 1942 bis Juli 1943 wurde er mehrfach gefoltert, um Informationen über Widerstandskämpfer herauszubekommen. Die Gnadengesuche der Familie wurden abgelehnt. Am 22. Juli 1943 wurde Theo Hespers zum Tode verurteilt und am 9. September gemeinsam mit 250 anderen Opfern in Berlin-Plötzensee erhängt.

## Ehrungen

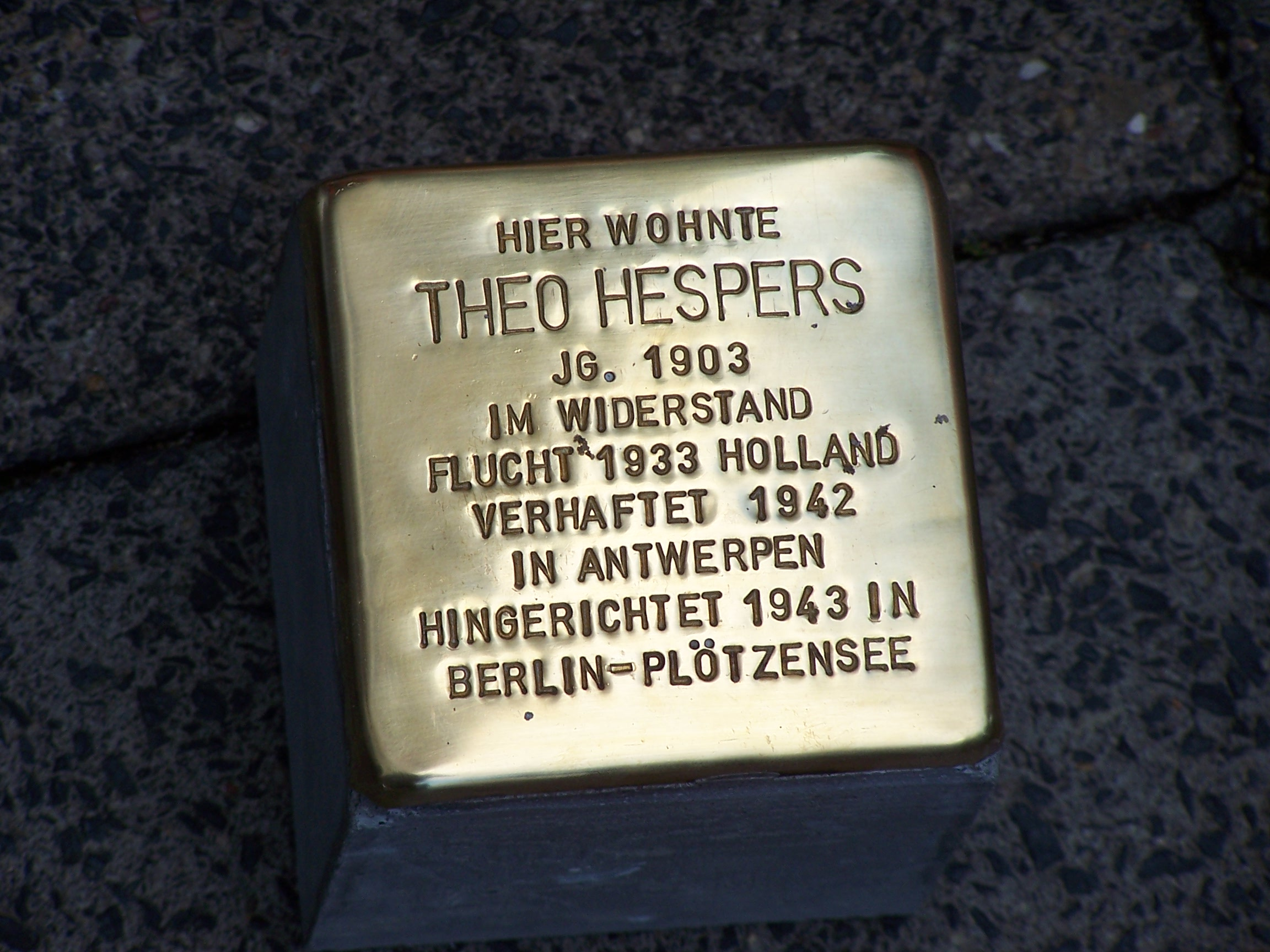
Stolperstein

- 1993 wurde die Theo-Hespers-Stiftung e. V. in Mönchengladbach gegründet. Der gemeinnützige Verein ist überparteilich und versteht sich als Institution, die sich sowohl mit dem Widerstand gegen den Nationalsozialismus als auch mit der Entwicklung von Neofaschismus, Rassismus, Fremdenfeindlichkeit und Gewalt in der Gegenwart beschäftigt.
- Seit 1994 erinnert ein Gedenkstein auf dem städtischen Hauptfriedhof Mönchengladbach an den Widerstandskämpfer.
- Am 4. September 2009 wurde ein Stolperstein vor seinem Geburtshaus in Mönchengladbach gesetzt.
- Die katholische Kirche hat Theodor Hespers als Glaubenszeugen in das deutsche Martyrologium des 20. Jahrhunderts aufgenommen.
- Zum 74. Todestag des Widerstandskämpfers wurde am 9. September 2017 an der zukünftigen Theo-Hespers-Gesamtschule an der Dülkener Straße 85 eine 1,90 Meter hohe und 60 Zentimeter breite Hespers-Stele eingeweiht. Zum Zeitpunkt der Einweihung des Denkmals hieß die Schule noch Gesamtschule Stadtmitte.